# Teoremas de Papo-Guldino
Os teoremas de Papo-Guldino são dois teoremas que exprimem, com recurso a conceitos da geometria como o de centroide, a relação que existe entre curvas e superfícies de revolução e entre superfícies e corpos de revolução. Os teoremas são atribuídos ao geómetra grego Papo de Alexandria, mais tarde retomados por Paul Guldin.

## O primeiro teorema
O primeiro teorema define que a área de uma superfície de revolução é igual ao produto do comprimento da curva geratriz pelo comprimento do caminho percorrido pelo centroide dessa mesma curva ao longo do ângulo que gera a superfície.
Sendo {\displaystyle L} o comprimento da curva geratriz temos então:
{\displaystyle A=\theta {\bar {y}}L}

## O segundo teorema
O segundo teorema define que o volume de um sólido de revolução é igual ao produto da área da superfície geratriz pelo comprimento do caminho percorrido pelo centroide dessa mesma superfície ao longo do ângulo que gera o volume.
Sendo {\displaystyle A} a área da superfície geratriz e {\displaystyle \theta } o ângulo de revolução temos então:
{\displaystyle V=\theta {\bar {y}}A}